# Ibocoris ficivora
Ibocoris ficivora (лат.) — вид клопов, единственный в составе рода Ibocoris Roche, 1947 из семейства древесных щитников. Эндемики Африки (Нигерия, Кения, Танзания).

## Описание
Длина тела менее 1 см (от 7 до 8 мм). От близких родов отличается следующими признаками: бугорки прикрепления антенн (антенниферы) с направленным вперёд чёрным выступом; переднеспинка с острыми боковыми шипами; самец с параклипеями, превращенными переднезадним образом в направленные вперед шипы; самка с длинным, тонким и дистально бульбовидным отростком на 1-м коннексивальном сегменте. Торакальный киль отсутствует; крылья нормальные и их костальный край не выпуклый и редко образует бугорок у основания; тело никогда не вдавлено; обычно ярко окрашенные виды; брюшной шип отсутствует; заднебоковые углы 7-го стернита никогда не выступают виде отростков. Антенны 5-члениковые. Лапки состоят из двух сегментов. Щитик треугольный и достигает середины брюшка, голени без шипов.
Характерно отсутствие срединного брюшного шипа и органов Пендерграста; у самок заднелатеральные концы коннексивальных сегментов превращены в очень короткие шиповатые выступы, 1-й коннексивальный сегмент с длинным тонким дистально бульбовидным отростком; у самцов (в меньшей степени) и самок (в большей степени) надкрылья оставляют коннексивы открытыми; тело и кориум у самцов покрыты сходными точечными пятнами, которые темнее дорсально; у самок пятна желтоватые. Род Ibocoris мрфологически наиболее сходен с Uhlunga, который является менее специализированным. Оба рода проявляют половой диморфизм, но у Ibocoris он особенно заметен. Удлиненный выступ на брюшке первого коннексивального сегмента Ibocoris является уникальным для Heteroptera. И Uhlunga, и Ibocoris питаются фикусом, но Laccophorella и Catadipson также делают это.